# Atyopsis
Atyopsis moluccensis – danske navne; parabol-reje, bjerg-reje, vifte-reje, radar-reje – er en af adskillige arter i slægten Atyopsis. Rejerne lever af at filtrere vandet. Rejerne er 7-13 cm lange og de bliver solgt til anvendelse i ferskvandsakvarier. De er harmløse overfor fisk, da de har vifter i stedet for kløer.
I naturen spiser de fytoplankton og zooplankton, men i akvarier kan de spise algepiller, dafnier, nyklækkede saltsøkrebs og de spiser villigt almindeligt flagefoder.
Rejerne kan mange gange ses sidde og filtrere ved indblæsning og udblæsning ved akvariepumperørene. Rejerne skifter ofte "ham" og "hamskiftet" er ofte induceret af vandskift. Efter at have smidt et "ham", gemmer den sig en uges tid, indtil dens exoskelet er blevet hårdt.
I hvert fald nogle arter kan skifte farve mellem rød og grå.
| Dyr | Spire Denne artikel om dyr er en spire som bør udbygges. Du er velkommen til at hjælpe Wikipedia ved at udvide den. |